# 神田茉里奈
神田 茉里奈（かんだ まりな、1988年3月20日 - ）は、大阪府出身のタレント・レースクイーン・グラビアアイドルである。アヴィラ（旧アバンギャルド）に所属していた。

## 人物像
- 「幹事さまぁ〜ず　女だらけの新年会やっちゃうのかよSP」では、セクシーな女性の声モノマネを披露した。
- 「狩野英孝☆熱血アイドルアカデミー アキパラ嬢」のアキパラ嬢オーデションで中学のときに男性と交際したものの手すら握らなかったことを告白。いまだに男性経験がないことを告白した。
- 公式ブログ「神田茉里奈〜モサくないブログ〜」で2010/10/02の更新を最後に芸能活動が途絶えた。

## 活動

### レースクイーン
- ENDLESS LADY（2007・2008年度）
メンバーの浜田コウ・上杉弘美・澤井玲菜との4人で「カンコーヒーサワー」というユニットを構成している。
レースクイーンとしての活動は2008年度をもって卒業したが、2009年もCS番組「カンコーヒーサワーって飲み物?」において同ユニットで活動している（但し、上杉弘美は渡辺奨子と交代）

### TVCM
- はるやま商事
- サントリー

### TV出演
- 天使らんまん（毎日放送、2007年3月）
- CAR☆Hyper（TOKYO MX）
- 加藤夏希のトレンドアイズ（BS日テレ）
- 幹事さまぁ〜ず 女だらけの新年会やっちゃうのかよSP（日本テレビ、2007年〜2008年）
- オビラジR（TBS、2008年）
- 『ぷっ』すま（テレビ朝日、2008年10月7日）「彼女が水着に着替えたら」コーナー出演。
- さまぁ〜ず式（TBS、2009年2月3日）「ダジャレが上手いのはダレジャ?」アイドルオーディション・コーナーに出演。
- アドレな!ガレッジ（テレビ朝日、2009年7月15日）- アシスタントオーディションに出演。
- 狩野英孝★熱血アイドルアカデミー アキパラ嬢（静岡第一テレビ他、2009年7月14日〜8月18日）

### DVD
- Eternal（2007年8月31日）
- 神田ちゃんの一日（2007年11月27日）
- MECCHA まりな（2008年2月20日）
- MARINA HOLIC（2008年7月25日）
- リアルオーディションOtome 【アニメ声優】（2009年8月1日）